# Palacios de Goda
Palacios de Goda és un municipi de la província d'Àvila, a la comunitat autònoma de Castella i Lleó. El 2023 tenia 413 habitants.